# 阿爾薩斯級戰列艦
阿爾薩斯級戰列艦（法語：Classe Alsace）是法國接續黎希留級戰列艦後所設計的次型戰艦。該戰艦設計繼承自前一型黎希留級改進設計方案，預計使用9門380公釐45倍徑1935年式主砲，配置在艦艏2座三聯裝與艦艉1座三聯裝砲塔內。原計畫建造4艘阿爾薩斯級戰艦，首艦更預計在1941年安置龍骨，但因法國本土在1940年淪陷而中止建造計畫。

## 背景
1937年12月，由於前一型敦刻尔克级战列舰在主砲和副砲測試時發生問題，法國海軍參謀長达尔朗下令對黎希留級戰艦的武器配置重新研究。共有三種改進方案被提出，其中C方案為主砲改為3座三聯裝，2座配置於前甲板，1座配置於後甲，並使用380（15英寸）口徑主砲。然而該方案會使標準排水量增加5,000噸，打破第二次倫敦海軍條約中標準排水量不得超過35,000噸的限制，因此被迫擱置。
1939年夏天，法國情報部門向海軍部提出警告，指出德國已開始建造Z計劃中的兩艘H級戰艦，該艦據稱有40,000公噸（39,000長噸），配置406（16.0英寸）口徑主砲。在歐洲強權沒有打破原限制下，法國不想率先打破第二次倫敦海軍條約原限制標準，仍繼續遵守標準排水量35,000噸和主砲口徑380（15英寸）的限制，儘管日本與義大利已經拒絕簽署這次條約。然而當收到德國開始建造H級戰艦的情報後，法國海軍部決定啟動自動調整條款，並欲以黎塞留級C方案研發新戰艦來抗衡H級戰艦，此即為阿爾薩斯級戰艦。

## 設計
為了抵抗德國H級戰艦，法國海軍部採用黎塞留級C改進方案，主砲塔採前2後1的設置。在副砲塔則預計上全放置於軸向上，其中1座在前甲板第2座主砲塔後方，另外2座以超射布局方式置於後甲板的煙囪與後方主砲塔之間。
以下為阿爾薩斯級3種方案資訊細節：
- 方案1：
  - 9門380公釐45倍徑1935年式主砲在3座三聯裝砲塔內
  - 8門100公釐口徑高平兩用砲塔
  - 水線裝甲帶：330公釐
  - 船體長：252公尺
  - 推進系統：170,000匹馬力（130,000千瓦特）
  - 標準排水量：40,000噸
- 方案2：
  - 9門406公釐口徑主砲在3座三聯裝砲塔內
  - 8門100公釐口徑高平兩用砲塔
  - 水線裝甲帶：330公釐
  - 船體長：256公尺
  - 推進系統：190,000匹馬力（140,000千瓦特）
  - 標準排水量：42,500噸
- 方案3：
  - 12門380公釐45倍徑1935年式主砲在3座四聯裝砲塔內
  - 12門100公釐口徑高平兩用砲塔
  - 水線裝甲帶：350公釐
  - 船體長：265公尺
  - 推進系統：220,000匹馬力（160,000千瓦特）
  - 標準排水量：45,000噸

三種類型的上層甲板皆為170–180公釐，下層甲板皆為40公釐，航速要求與黎塞留级战列舰同為31.5節
方案1與義大利维托里奥·维内托级战列舰相似；然而在次要武器上，阿爾薩斯級缺少1座152公釐口徑三聯裝砲塔，152公釐口徑砲塔配置位置兩艦也不一樣，维托里奥·维内托级的排列是將152公釐口徑砲塔放置在前後主砲砲塔兩側，而阿爾薩斯級則是將3座砲塔放在中心軸線上，此配置讓阿爾薩斯級的側邊火力加強50%以上。防空砲口徑方面，阿爾薩斯級採用100公釐口徑防空砲，比维托里奥·维内托级的90公釐口徑略大。該方案被形容成介於英國前卫号战列舰與狮级战列舰之間，因阿爾薩斯級的主砲數量比前卫号主砲多1門，而主砲口徑卻比狮级的406公釐還要小。
方案2與狮级战列舰、北卡羅來納級戰列艦、南達科他級戰艦相似，然而阿爾薩斯級的船體長度、推進系統馬力、標準排水量皆大於美國戰艦，航速上也比美國戰艦快2節（3.7每小時）。在副砲上，為了加強防空能力，選擇使用高平兩用（dual-purpose）形式的砲塔，與其他國家使用的雙重口徑（dual-caliber）形式還要好。
方案3使用的4聯裝砲塔，保留當時法國主力艦的設計特色。法國海軍一直提倡4聯裝砲塔配置，不僅在第一次世界大戰中研發的諾曼第級和里昂級戰艦，後來的敦克爾克級與黎希留級的主砲也是依此建造。次要武器的配置預計接近於黎希留級2號艦让·巴尔号完工後的配置，但缺少14門57公釐口徑防空砲與20門20公釐口徑防空砲。
法國海軍部後來選擇方案1，主要是此方案與黎希留級的設計相似度較高，方案2不採用的原因在於406公釐口徑主砲的研發延誤，方案3則是船體尺寸過大，排水量已逼近愛荷華級的水準。
阿爾薩斯級首艘艦預定在1941年於圣納澤爾龐奧埃船塢安置龍骨，該地當時也正在建造諾曼地號郵輪、史特拉斯堡號戰艦、霞飛號航空母艦等大型船艦，而霞飛級2號艦潘勒韋號也預計在此建造。不過，為了建造阿爾薩斯級首艦，潘勒韋號的開工日程被推遲，這清楚表明當時法國海軍部對戰艦建造的優先權高於航空母艦。阿爾薩斯級2號艦則預計於1942年在布雷斯特兵工廠的新海軍船塢放置龍骨。
當時該級艦前2艘預計從阿爾薩斯、諾曼第、法蘭德斯、勃艮第等4個省份名取2個當作艦名，但因為法國本土在1940年被納粹德國佔領，阿爾薩斯級便從未動工過。原預計使用的艦名，後來由阿基坦級巡防艦使用。

## 流行文化
- 由戰遊網營運的戰艦世界，於 0.7.1 版本中新增法國主力艦科技樹，其中的IX級銀幣系戰艦便是阿爾薩斯級，採用的是三座四聯裝380公釐45倍徑炮的方案。[17]而在0.7.11版本中新增的X级金幣系战列舰勃艮第，其舰体和火炮布置也参照了阿尔萨斯的三号方案。

## 註解
1. ↑  黎希留級三種改進方案如下：A方案為四聯裝主砲維持不變，只需變更副砲配置；B方案為將2座四聯裝主砲分別配置於前甲板與後甲板；C方案為主砲改為3座三聯裝，2座配置於前甲板，1座配置於後甲板。所有的方案皆使用380（15英寸）口徑主砲。[2]
2. ↑  第二次倫敦海軍條約內的自動調整條款由美國代表提出，其為若日本與義大利到1937年3月仍不簽署條約，各簽約國的主力艦標準排水量限制從35,000噸自動放寬到45,000噸，主炮口徑限制從14英寸（356）自動放寬到16英寸（406）。[5]
3. ↑  在二次大戰初期，歐洲大陸海權國在副砲型式選擇上，較常選用雙重口徑（dual-caliber）形式，而非選用高平兩用（dual-purpose）形式。然而在當時各國船艦缺乏強大的輕型防空武力下，為了提升防空能力，雙重口徑形式漸漸被高平兩用形式取代。
4. ↑  让·巴尔号完工時的次要武器配備：9門152公釐口徑火砲在3座3聯裝副砲塔內、24門100公釐口徑火砲在12座雙聯裝砲塔內、28門57公釐口徑防空砲在14座雙聯裝砲塔內。
5. ↑  愛荷華級的船體長270公尺，212,000匹馬力（158,000千瓦特）、排水量45,000噸。

## 註腳
1. ↑  Dumas, Jean Bart 2001，第87頁.
2. 1 2  Dumas 2001a，第88–90頁.
3. ↑  Lenton, German vessels 1966，第48–49頁.
4. ↑  Breyer 1973，第305–309頁.
5. 1 2  Breyer 1973，第73頁.
6. ↑  Dumas 2001a，第104頁.
7. ↑  Dumas, Jean Bart 2001，第104–105頁.
8. ↑  Jordan & Dumas 2009，第165頁.
9. 1 2  Dumas, Jean Bart 2001，第105–106頁.
10. ↑  Jordan & Dumas 2009，第177頁.
11. ↑  Le Masson 1969，第75–76頁.
12. ↑  Dumas, Richelieu 2001，第16–26頁.
13. ↑  Giorgerini & Nani 1973，第319–338頁.
14. 1 2  Lenton, British battleships 1972，第63頁.
15. ↑  Lenton, American battleships 1968，第36–41頁.
16. ↑  Jordan & Dumas 2009，第180頁.
17. ↑  . World of Warships.   [2018-03-09]. （原始内容存档于2018-03-10） （中文（臺灣））.